# Пеньковское сельское поселение (Рязанская область)
Пенько́вское се́льское поселе́ние — муниципальное образование в составе Пителинского района Рязанской области России.
Административный центр — село Пеньки.

## Географические данные
С севера граница проходит по меже сенокосных угодий СПК «Парижская коммуна» на расстоянии 8,2 км до р. Мокша.
С востока граница идет по правому берегу р. Мокша на протяжении 7,0 км, затем — по меже с муниципальным образованием — Ермишинский муниципальный район на расстоянии 9,3 км и по меже с муниципальным образованием — Кадомский муниципальный район длиною 15,0 км.
С юга граница идет по меже с муниципальным образованием — Сасовский муниципальный район до границы бывших СПК им. Дзержинского и ТОО «Нестерово» на протяжении 20,7 км.
С запада граница проходит по меже с СПК им. Дзержинского на расстоянии 6,8 км, затем идет по меже с СПК «Парижская коммуна» — 25,4 км.
Общая протяженность границы составляет 92,4 км".

## История
По состоянию на 19 октября 1779 года число душ, которое значилось в помещичьих селах было таким: Пеньки — 368, Подболотье — 203, Савро-Мамышево — 117, Соколово — 135, Темирево — 229, Обухово — 108. Деревнями и душами в Пителино, Пеньках, Темирево, Савро-Мамышево (Саверке), владел генерал-поручик Василий Владимирович Грушецкий.
Образовано 7 октября 2004 года, в соответствии с Законом Рязанской области N 88-О3 (ред. от 29.12.2006) «О наделении муниципального образования — Пителинский район статусом муниципального района, об установлении его границ и границ муниципальных образований входящих в его состав».

## Население
| 2010 | 2012 | 2013 | 2014 | 2015 | 2016 | 2017 | 2018 | 2019 |
| ---- | ---- | ---- | ---- | ---- | ---- | ---- | ---- | ---- |
| 854  | ↘843 | ↘807 | ↘769 | ↘768 | ↘754 | ↘745 | ↗755 | ↘720 |
| 2020 | 2021 |      |      |      |      |      |      |      |
| ↘694 | ↗709 |      |      |      |      |      |      |      |

## Состав сельского поселения
| №  | Населённый пункт | Тип населённого пункта       | Население |
| -- | ---------------- | ---------------------------- | --------- |
| 1  | Большие Мочилы   | село                         | 1         |
| 2  | Большие Прудищи  | село                         | 10        |
| 3  | Малые Мочилы     | деревня                      | 4         |
| 4  | Обухово          | деревня                      | 0         |
| 5  | Пеньки           | село, административный центр | 380       |
| 6  | Подболотье       | село                         | 130       |
| 7  | Савро-Мамышево   | село                         | 15        |
| 8  | Самодуровка      | село                         | 8         |
| 9  | Соколово         | деревня                      | 0         |
| 10 | Темирево         | село                         | 155       |
| 11 | Юрьево           | село                         | 151       |

## Местное самоуправление
Главы сельского поселения
- 2009—2023 — Василий Васильевич Конышев[17]
- с 2023 года — Владимир Анатольевич Ермаков